# Alocasia scabriuscula
Alocasia scabriuscula är en kallaväxtart som beskrevs av Nicholas Edward Brown. Alocasia scabriuscula ingår i släktet Alocasia och familjen kallaväxter. Inga underarter finns listade.